# Иванов, Фёдор Павлович
Фёдор Па́влович Ивано́в (16 сентября 1891, Лапкино, Козьмодемьянский уезд, Казанская губерния, Российская империя — 1 октября 1938, Йошкар-Ола, Марийская АССР, РСФСР, СССР) — марийский советский государственный, партийный и административный деятель. Первый председатель Краснококшайского городского совета Марийской автономной области (ныне — г. Йошкар-Ола Марий Эл) (1926—1927). Член ВКП(б) с 1920 года, член Марийского облисполкома и Марийского обкома ВКП(б). Участник Первой мировой войны.

## Биография
Родился 16 сентября 1891 года в д. Лапкино ныне Горномарийского района Марий Эл в марийской крестьянской семье.  
В 1912 году призван на службу в Русскую императорскую армию. Участник Первой мировой войны: командир взвода, в 1915 году был ранен, взят в плен. В 1917 году — офицер команды по охране народного банка в Петрограде. Удостоен Георгиевского креста III и IV степени.
В 1920 году принят в ВКП(б). С 1919 года — в Козьмодемьянском кантоне: с 1921 года — заместитель продкомиссара, в 1923—1926 годах  — председатель Козьмодемьянского кантонного исполкома (1923—1926). Делегат XI Всероссийского, в 1924 году — II Всесоюзного съездов Советов.
В 1926—1927 годах — первый председатель Краснококшайского городского Совета.
В 1927—1929 годах — заведующий отделом здравоохранения Марийской автономной области. В 1930-х годах — директор Юринского дома отдыха МАО. 
Писал рассказы и очерки на горномарийском языке. 
В 1938 году арестован как «буржуазный националист», «тройкой» НКВД МАССР приговорён к расстрелу, 1 октября 1938 года расстрелян. Место захоронения неизвестно. Посмертно реабилитирован.

## Награды
- Георгиевский крест III степени[2]
- Георгиевский крест IV степени[2]